# Liste der Naturdenkmale in Stockstadt am Rhein
Die Liste der Naturdenkmale in Stockstadt am Rhein nennt die im Gebiet der Gemeinde Stockstadt am Rhein im Kreis Groß-Gerau in Hessen gelegenen Naturdenkmale.
| Bild            | Bezeichnung              | Ortsteil, Lage                  | Beschreibung | Art  | Nr. |
| --------------- | ------------------------ | ------------------------------- | ------------ | ---- | --- |
| Fotos hochladen | 2 Eiben an der Waldmühle | 49° 47′ 46,3″ N, 8° 28′ 29,6″ O |              | Eibe | 051 |

## Belege
1. ↑  Naturdenkmale im Kreis Groß-Gerau. (pdf; 39 kB) Der Kreis Groß-Gerau, 15. Januar 2014, archiviert vom Original (nicht mehr online verfügbar) am 15. Februar 2016; abgerufen am 24. Januar 2016.
2. ↑  
Naturdenkmale im Kreis Groß-Gerau. (pdf; 851 kB) (Karte). Der Kreis Groß-Gerau, 15. Januar 2014, archiviert vom Original (nicht mehr online verfügbar) am 15. Februar 2016; abgerufen am 24. Januar 2016.

- Karte mit allen Koordinaten:
- OSM |
- WikiMap